# Karniewo (Maków)
Pour les articles homonymes, voir Karniewo.
Karniewo (prononciation : [dɔmˈbrufka]) est un village polonais de la gmina de Karniewo dans le powiat de Maków de la voïvodie de Mazovie dans le centre-est de la Pologne.
Le village est le siège administratif (chef-lieu) de la gmina appelée gmina de Karniewo.
Il se situe à environ 9 kilomètres au sud-ouest de Maków Mazowiecki (siège du powiat) et à 69 kilomètres au nord de Varsovie (capitale de la Pologne).

## Histoire
De 1975 à 1998, le village appartenait administrativement à la voïvodie d'Ostrołęka.